# Teius teyou
Espèce
Synonymes
- Lacerta teyou Daudin, 1802
- Teius viridis Merrem, 1820
- Ameiva caelestis Bibron in D’Orbigny, 1847
- Teius cyanogaster Müller, 1928
- Teius teyou cyanogaster Müller, 1928

Teius teyou est une espèce de sauriens de la famille des Teiidae.

## Répartition
Cette espèce se rencontre :
- en Bolivie dans les départements de Chuquisaca, de Santa Cruz et de Tarija ;
- dans le nord du Paraguay ;
- en Uruguay ;
- en Argentine dans les provinces de Río Negro, de Mendoza, de La Pampa, de Córdoba et de San Luis ;

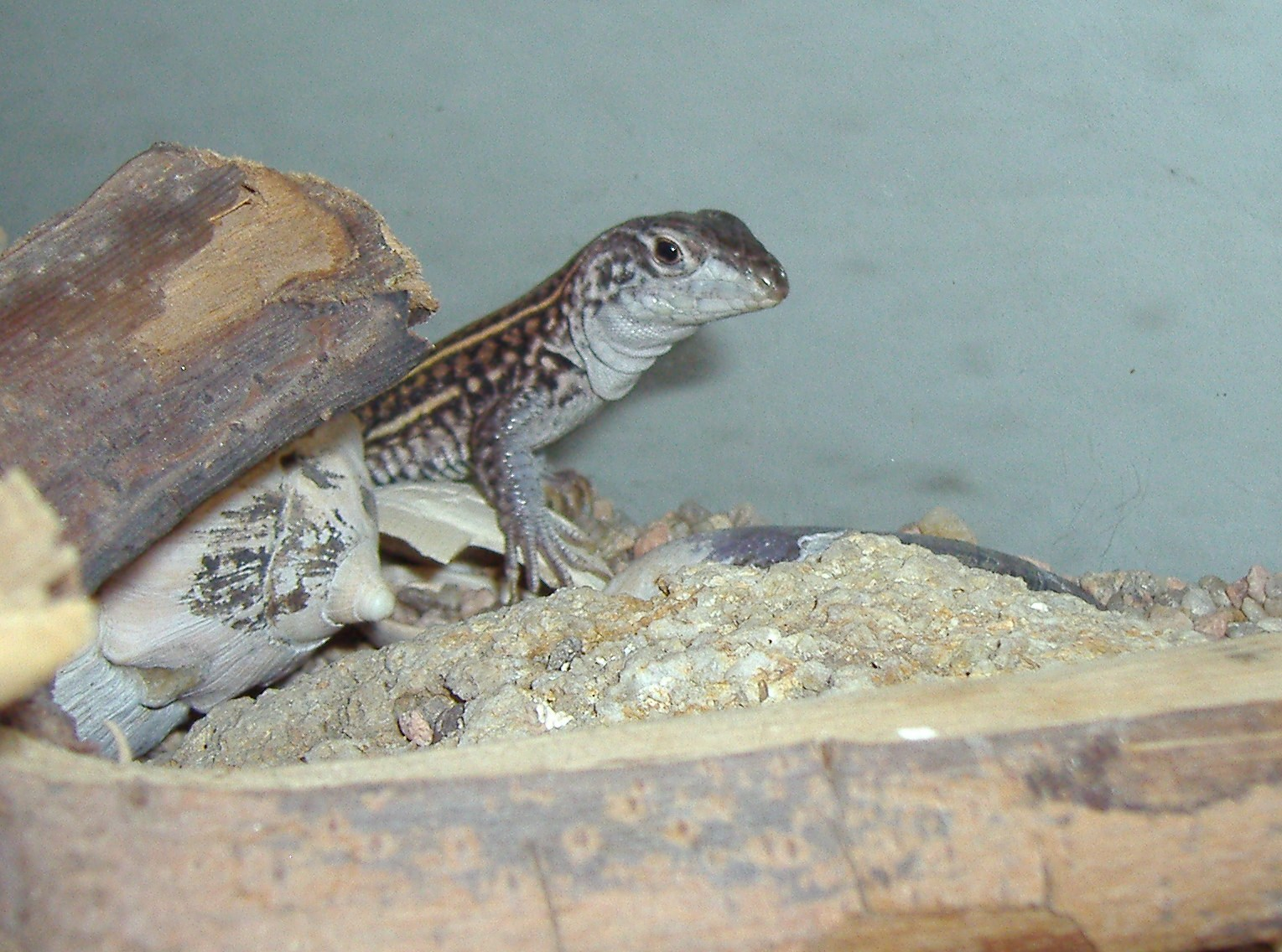
femelle

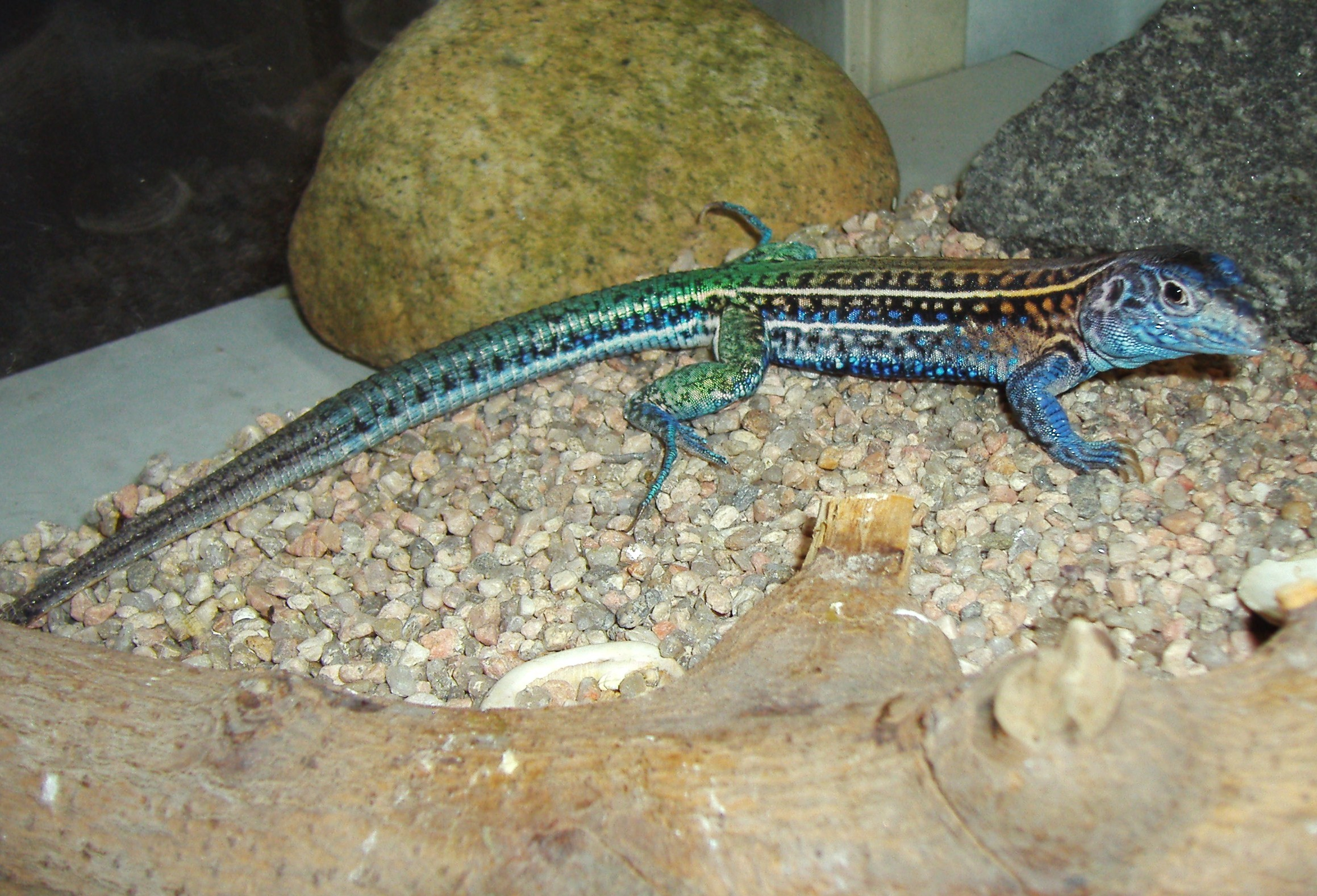
mâle

- au Brésil.

## Taxinomie
La sous-espèce Teius teyou cyanogaster a été synonymisée par Cei & Lescure en 1985.

## Publications originales
- Daudin, 1802 : Histoire Naturelle, Générale et Particulière des Reptiles; ouvrage faisant suit à l'Histoire naturelle générale et particulière, composée par Leclerc de Buffon; et rédigee par C.S. Sonnini, membre de plusieurs sociétés savantes, vol. 3, F. Dufart, Paris, p. 1-452 (texte intégral).
- Müller, 1928 : Herpetologische Mitteilungen. Zoologischer Anzeiger, vol. 77, p. 61-84.